# Schober im Lichtgraben
Der Schober im Lichtgraben ist ein rund 1,4 Kilometer langer Quellfluss des Gradnerbaches in der Steiermark.

## Verlauf
Der Schober im Lichtgraben entsteht im nördlichen Teil der Stadtgemeinde Köflach, im Norden der Katastralgemeinde Gradenberg-Piber, südwestlich des Hofes Schober im Licht. Er fließt in einem flachen Rechtsbogen insgesamt nach Südosten. Im nördlichen Teil der Stadtgemeinde, an der Grenze der Katastralgemeinden Gradenberg-Piber und Graden-Piber und südöstlich des Hofes Gratzer fließt er direkt westlich der L341 mit dem Tremplgraben zusammen und bildet dadurch den Gradnerbach. Der Unterlauf des Schober im Lichtgraben bildet die Grenze zwischen den beiden Katastralgemeinden Gradenberg-Piber und Graden-Piber.
Auf seinem Lauf nimmt der Schober im Lichtgraben von links vier sowie von rechts einen unbenannten Wasserlauf auf.